# WFLV-Futsal-Liga 2010/11
Die WFLV-Futsal-Liga 2010/11 war die sechste Saison der WFLV-Futsal-Liga, der höchsten Futsalspielklasse der Männer in Nordrhein-Westfalen. Meister wurden die Futsal Panthers Köln, der sich ebenso wie der Vizemeister Holzpfosten Schwerte für den DFB-Futsal-Cup 2011 qualifizierte. Die Abstiegsplätze belegten Germania Mauritz, darüber hinaus wurde Futsal Fiesta Brasil während der Saison ausgeschlossen. Aus den zweiten Ligen stiegen der UFC Münster, Deportivo Unna und der FC Montenegro Wuppertal auf. Der MSC Strandkaiser Krefeld schloss sich dem SC Bayer 05 Uerdingen an.

## Tabelle
| Pl.               | Verein                   | Sp. | S | U | N | Tore    | Diff. | Punkte |
| ----------------- | ------------------------ | --- | - | - | - | ------- | ----- | ------ |
| 1.                | Futsal Panthers Köln     | 10  | 8 | 0 | 2 | 058:180 | +40   | 24     |
| 2.                | Holzpfosten Schwerte     | 10  | 7 | 0 | 3 | 059:320 | +27   | 21     |
| 3.                | Futsal Lions Düsseldorf  | 10  | 6 | 1 | 3 | 049:400 | +9    | 19     |
| 4.                | Futsal Panthers Köln II  | 10  | 4 | 1 | 5 | 036:440 | −8    | 13     |
| 5.                | MSC Strandkaiser Krefeld | 10  | 2 | 0 | 8 | 032:450 | −13   | 06     |
| 6.                | Germania Mauritz         | 10  | 2 | 0 | 8 | 021:760 | −55   | 06     |
| 7.                | Futsal Fiesta Brasil (N) | 0   | 0 | 0 | 0 | 000:000 | ±0    | 0      |
| Stand: Saisonende |                          |     |   |   |   |         |       |        |

| Zum Saisonende 2010/11: |                                                                                |
|                         |                                                                                |
|                         | Meister und Teilnahme am DFB-Futsal-Cup 2010: Futsal Panthers Köln             |
|                         | Teilnahme am DFB-Futsal-Cup: Holzpfosten Schwerte                              |
|                         | Abstieg in die Ober- bzw. Verbandsliga: Futsal Fiesta Brasil, Germania Mauritz |
|                         |                                                                                |
| Zum Saisonende 2009/10: |                                                                                |
| (M)                     | Titelverteidiger: UFC Münster                                                  |
| (N)                     | Aufsteiger aus der Ober- bzw. Verbandsliga: Futsal Fiesta Brasil               |